# Grégoire Gempp
Pour les articles homonymes, voir Gempp.
Grégoire Gempp est un acteur français né le 2 avril 1991.

## Biographie
Grégoire Gempp est un comédien français né le 2 avril 1991. Il est notamment l'un des acteurs principaux de la saison 1 de la sit com Disney  Trop la classe ! (série télévisée, 2006)

## Filmographie
- Trop la classe ! : Théo
- C'est chouette : Grégoire
- À table : Hugo
- La Jeune Fille et les Loups : Antoine